# Tmarus longqicus
Tmarus longqicus là một loài nhện trong họ Thomisidae.
Loài này thuộc chi Tmarus. Tmarus longqicus được miêu tả năm 1993 bởi Da-xiang Song & Zhu.